# Enchilada Gruppe
Enchilada Franchise AG is een Duitse horecaonderneming gevestigd in Gräfelfing (Beieren). In maart 2017 exploiteerde de groep 168 horecagelegenheden in Duitsland, Oostenrijk, Zwitserland, Luxemburg en de Verenigde Arabische Emiraten. De restaurants worden gedeeltelijk zelf geëxploiteerd en deels als franchiseconcept of als samenwerkingsmodel (joint ventures) geëxploiteerd.

## Concepten
De groep exploiteert restaurants in de segmenten vrijetijdshoreca en fastfood. Op het gebied van vrijetijdshoreca exploiteert de groep de concepten Enchilada (Mexicaanse restaurants), Besitos (Spaanse tapasrestaurants), Aposto (Mediterrane restaurants), Lehner's Wirtshaus (Beierse herbergen), The Big Easy (restaurants in een zuidelijke sfeer), Burgerheart (burgerrestaurants) en sinds 2016 met Wilma Wunder. Op het gebied van fastfoodrestaurants is Enchilada vertegenwoordigd met het concept Pommes Freunde en sinds medio 2014 met het concept Rosita's Chili. De fast-casual keten Dean & David maakt ook deel uit van de Enchilada-groep. Daarnaast exploiteert de Enchilada-groep verschillende individuele horecabedrijven in München, Neurenberg, Augsburg, Saarbrücken, Würzburg, Stuttgart, Münster en Ludwigsburg.

## Geschiedenis
Het eerste Enchilada-restaurant werd in 1990 opgericht door Hermann Weiffenbach in München. In 1996 werd de Enchilada Franchise GmbH opgericht en trad Matthias Machauer als partner toe in de onderneming.  In 2001 exploiteerde de groep 20 restaurants. In 2008 bestond de Enchilada Gruppe uit 47 restaurants, waaronder 25 Enchilada-restaurants. Volgens de ranglijst van het vakblad Food Service behoorde de Enchilada Gruppe in 2013 tot de top 25 van grootste horecabedrijven in Duitsland. In april 2014 werd het 100e restaurant van de groep in Stuttgart geopend  en medio 2014 had de groep 106 restaurants. In 2016 groeide de groep opnieuw sterk en telde meer dan 160 bedrijven.
Eind 2023 werd het bedrijf omgedoopt in Concept Family Franchise AG. Onder deze onderneming vallen 10 franchisemerken en 15 individuele merken en samenwerkingen met diverse partnerondernemingen. De franchisemerken zijn Aposto, Burgerheart, Enchilada, Gimme Gelato, Heesh, Pepe, Pommes Freunde, Wilma Wunder en Wirtshaus Freunde.

## Dean&David
In 2007 opende de Enchilada Gruppe met David Baumgartner het eerste restaurant van de fast-casual keten Dean & David, die gespecialiseerd is in verse salades.
Medio 2021 waren er 150 vestigingen in Luxemburg, Duitsland, Oostenrijk, Zwitserland en Qatar en werd een omzet van dubbelcijferige miljoenen behaald.